# Кадом
Кадом (рос. Кадом) — селище міського типу в Росії, адміністративний центр Кадомського району Рязанської області.

## Географія
Селище розташоване на обох берегах річки Мокша, за 245 км від Рязані, за 59 км на північний схід від залізничної станції Сасово на лінії Рязань - Рузаєвка.

## Історія
Кадом відомий з 1209 року, вперше згадується в Никонівському літописі. В XV столітті  Старий Кадом був покинутий мешканцями внаслідок руйнівних повеней річки Мокші. Новий населений пункт був заснований на піщаних пагорбах за шість кілометрів нижче за течією.
Серед дрімучого лісу на великому пагорбі в центрі Кадому була побудована фортеця. Біля її підніжжя виникли гарматні та стрілецькі слободи. На Вознесенському пагорбі існувало слов'янське городище, де, згідно з переказами, стояла фортеця хана Кадима.
В середині XV століття Кадом з округою був відданий казанському царевичу Касиму і до кінця XVII століття був у складі Касимовського ханства. З середини XVII століття часу татарські князі, мурзи все частіше переходять з мусульманської віри в християнську.
В Смутні часи Кадом був захоплений польськими окупантами.
З 1779 року Кадом - повітове місто Тамбовського намісництва. У 1796 році був виведений за штат. У 1861 році у Кадомі налічувалося 7365 мешканців, діяло чотири церкви, жіночий монастир.
Статус міста Кадом носив до 1926 року, потім втратив його, але в 1958 році був затверджений  селищем міського типу.

## Економіка
Основне підприємство селища - швейна фабрика «Кадомський веніз», що випускає ручну венізну вишивку, яка є одним з національних народних промислів Рязанської області.
В Кадомському районі розвивається екотуризм: риболовля, катання на конях, човнові прогулянки.